# Joseph W. Boyle
Joseph Whiteside Boyle (6 de noviembre de 1867 - 14 de abril de 1923), más conocido como Klondike Joe Boyle, fue un aventurero canadiense que se convirtió en hombre de negocios y emprendedor en el Reino Unido. En la Primera Guerra Mundial entró en servicio en nombre del aliado Reino de Rumania.

## Familia
Joseph Boyle nació en Toronto, Ontario, hijo del entrenador de caballos de carrera Charles Boyle y su esposa Martha Bain Boyle. Su hermano, David A. Boyle, seguiría los pasos de su padre y se convertiría en entrenador de caballos de carrera pura sangre. Su familia había emigrado de la región del Ulster de Irlanda (actual Irlanda del Norte) a Canadá en 1839. La familia Boyle era protestante y unionista en sus simpatías políticas, pero él siempre estuvo orgulloso de llamarse un "irlandés combatiente". Aunque nació en Toronto, creció en Woodstock.

## Inicios de su carrera
Boyle fue temprano en reconocer el potencial de la minería de oro a gran escala en los campos de oro de Klondike, Yukon, y cuando las operaciones iniciales de minería de placer disminuyeron después de 1900, Boyle y otras compañías importaron equipos para ensamblar enormes cantidades de oro. Dragas, generalmente eléctricas, que extraían millones de onzas más de oro de los arroyos mientras cambiaban el paisaje y cambiaban los arroyos.
Boyle, un ávido aficionado al hockey, comenzó en 1902 a patrocinar equipos de hockey para que jugaran en Dawson City en beneficio de los mineros. Boyle organizó un equipo de hockey sobre hielo en 1905, a menudo conocido como los Dawson City Nuggets, que soportó un difícil viaje a Ottawa, Ontario (en trineo terrestre, tren, barco de vapor costero y luego tren transcontinental) para jugar contra los Ottawa Silver Seven por la Copa Stanley, que hasta 1924 se otorgaba al mejor equipo de hockey sobre hielo de la ciudad. Canadá y podría ser disputado por un equipo. Ottawa goleó al equipo de Dawson. En 1909, se casó con una mujer estadounidense, Elma Louise Humphries, durante una visita a Detroit.

## Primera Guerra Mundial
El 4 de agosto de 1914, Gran Bretaña declaró la guerra a Alemania tras la invasión de Bélgica y Canadá, ya que parte del imperio británico estaba ahora en guerra. Ese mismo día, Boyle asistió a un mitin en la Asociación Atlética de Dawson City para cantar "God Save the King" y declaró su apoyo a la guerra. Boyle adoptó una línea ultrapatriótica, declarando que si alguno de sus empleados expresaba alguna simpatía por el enemigo, sería despedido inmediatamente. Su mayor decepción llegó cuando su intento de presentarse como voluntario para la Fuerza Expedicionaria Canadiense (CEF) fue rechazado debido a su edad, siendo informado a los 46 años de que era demasiado mayor para la CEF.
Durante la Primera Guerra Mundial, Boyle organizó una compañía de ametralladoras, dando a los soldados insignias hechas de oro, para luchar en Europa. En 1914, le escribió a Sam Hughes, el ministro de defensa nacional, ofreciéndole formar a sus expensas la compañía de ametralladoras formada por mineros de Yukón. La compañía fue entrenada en Dawson City bajo la dirección del destacamento local de la Policía Montada del Noroeste y la Dawson City Rifle Association y más tarde recibió entrenamiento militar más profesional cuando llegó a Vancouver. Boyle estuvo presente en el desfile del 27 de octubre de 1914 cuando la compañía salió de Dawson City hacia Vancouver. Los problemas de moral comenzaron en el invierno de 1914-1915 cuando la unidad no fue desplegada en Europa inmediatamente como se prometió, y de hecho no fue aceptada oficialmente como parte de la Fuerza Expedicionaria Canadiense hasta 18 de febrero de 1915. Boyle escribió varias cartas a Hughes advirtiéndole que con la unidad viviendo en tiendas de campaña en Hastings Park se marchitaría debido a la deserción si se mantenía allí mucho más tiempo, y finalmente el 11 de junio de 1915 la "Batería Boyle" abordó un barco hacia Gran Bretaña. El 19 de junio de 1915, un Boyle desconcertado escribió a Hughes preguntándole por qué no le habían presentado la factura de los costos de levantar la "batería Boyle" y de la compra de ametralladoras, insistiendo en que quería pagar estos costos de su bolsillo. Sólo más tarde Boyle se dio cuenta de que Hughes había promovido una movilización tan caótica que había olvidado que Boyle se suponía que debía pagar los costos de levantar la "Batería Boyle" él mismo. La unidad se incorporó a unidades más grandes del Ejército Canadiense.
El 27 de julio de 1916, Boyle dejó Dawson City para ir a Londres con la intención de negociar un acuerdo con la South African Goldfields Company para operar una concesión minera de oro en Rusia. Boyle estaba especialmente interesado en los yacimientos de oro alrededor del río Lena en Siberia debido a las similitudes entre Siberia y el Yukón. Hughes estaba de visita en Londres en agosto de 1916 cuando Boyle llegó, y así Boyle finalmente conoció al ampuloso Ministro de Defensa con quien había mantenido correspondencia desde agosto de 1914. En septiembre de 1916, Hughes nombró a Boyle teniente coronel honorario de la milicia, lo que le permitió usar un uniforme que embelleció agregando hojas de arce hechas de oro de Yukón. En Londres, Boyle también conoció en Londres a un destacado ingeniero y hombre de negocios estadounidense, Herbert Hoover, que era miembro del Comité Americano de Ingenieros y que tenía mucho dinero invertido en Rusia. En junio de 1917, Boyle emprendió una misión a Rusia en nombre del Comité Americano de Ingenieros en Londres para ayudar a reorganizar el sistema ferroviario del país. Boyle llegó a Petrogrado (la moderna San Petersburgo, [San Petersburgo]]) el 25 de junio de 1917. En diciembre de 1917, solicitó con éxito al nuevo gobierno bolchevique de Rusia que devolviera los archivos y el papel moneda del Kremlin a Rumania.

## Muerte
Boyle murió en "Wayside" en St James's Road, Hampton Hill, el 14 de abril de 1923. Sus restos fueron enterrados en el cementerio de la St James's el 17 de abril de 1923. Los restos de Boyle fueron enterrados nuevamente en su ciudad natal canadiense de Woodstock, Ontario en 1983, en un funeral militar completo.

## En ficción
En la novela histórica de 2018 La emperatriz Romanov de C.W. Gortner, Boyle se presenta ante la emperatriz viuda María Feodorovna en Yalta—como coronel del Ejército Blanco canadiense—con la noticia de que Jorge V está enviando un acorazado británico HMS Marlborough para rescatar a los Romanov restantes.
En la novela, Boyle afirma haber estado en Ekaterimburgo, donde se enteró de primera mano de la muerte de Nicolás II y su familia, y es el primero en informarlo a la madre del zar. También informó de la muerte de su otro hijo, el Gran Duque Michael (Gran Duque Michael Alexandrovich de Rusia) .
En la novela gráfica Bajo el sol de medianoche, publicada en 2015 por el escritor Juan Díaz Canales y el artista Rubén Pellejero, Joe Boyle acompaña a Corto Maltese en 1915 en su aventura por Alaska.
Boyle es un personaje de la novela histórica de 2012, La conspiración Romanov, de Glenn Meade. También es un personaje clave en la película biográfica rumana “Queen Marie”.

## Premios
- Orden del Servicio Distinguido - Inglaterra
- Croix de Guerre - Francia
- Orden de la Estrella de Rumanía (Gran Cruz) - Rumanía
- Orden de la Corona de Rumanía (Comendador) - Rumanía
- Orden de Regina María - Rumanía
- Orden de San Vladimir, 4.ª Clase - Rusia
- Orden de Santa Ana, 4.ª Clase - Rusia
- Orden de San Estanislao, 2.ª Clase - Rusia